# Ugandas fodboldlandshold
Ugandas fodboldlandshold repræsenterer Uganda i fodboldturneringer og kontrolleres af Ugandas fodboldforbund.